# Лорін Генрі (академічна веслувальниця)
Лорін Генрі (21 грудня 2001 , Ковентрі, Західний Мідленд ) — британська веслувальниця, олімпійська чемпіонка 2024 року, чемпіонка світу та Європи.

## Виступи на Олімпіадах
| Олімпіада  | Дисципліна     | Місце |
| ---------- | -------------- | ----- |
| Париж 2024 | парні четвірки | 1     |

## Зовнішні посилання
- Лорін Генрі (академічна веслувальниця) на сайті World Rowing (англійська)
- Лорін Генрі (академічна веслувальниця) на сайті Olympics.com (англійська)
- Лорін Генрі (академічна веслувальниця) на сайті British Olympic Association (англійська)